# Frugarolo
Frugarolo är en ort och kommun i provinsen Alessandria i regionen Piemonte i Italien. Kommunen hade 1 952 invånare (2018).